# Lobocleta porphyrinata
Lobocleta porphyrinata är en fjärilsart som beskrevs av Walker 1863. Lobocleta porphyrinata ingår i släktet Lobocleta och familjen mätare. Inga underarter finns listade i Catalogue of Life.